# Loosdrechtse Plassen

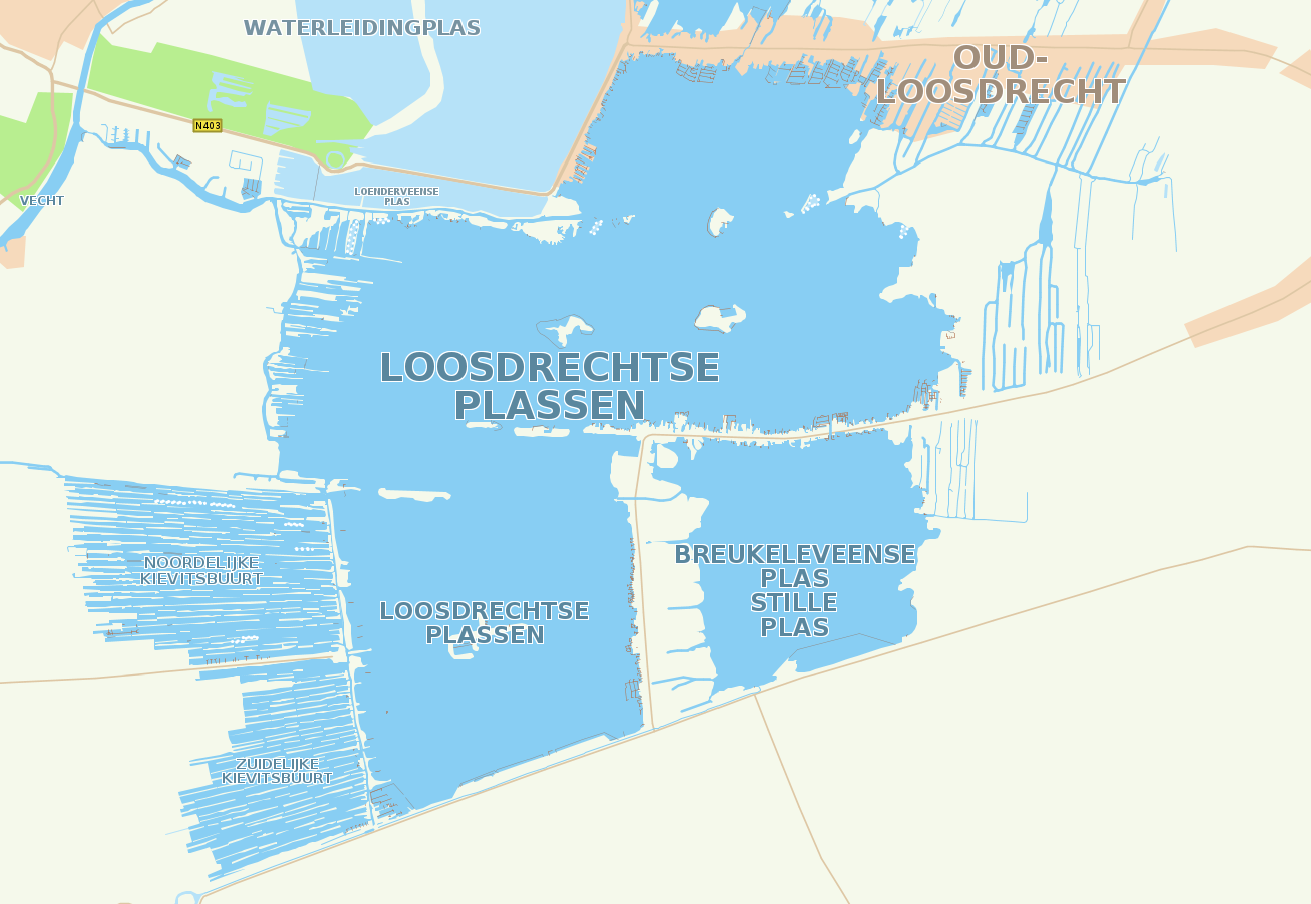
MarinePlan Waterkaart Loosdrechtse Plassen

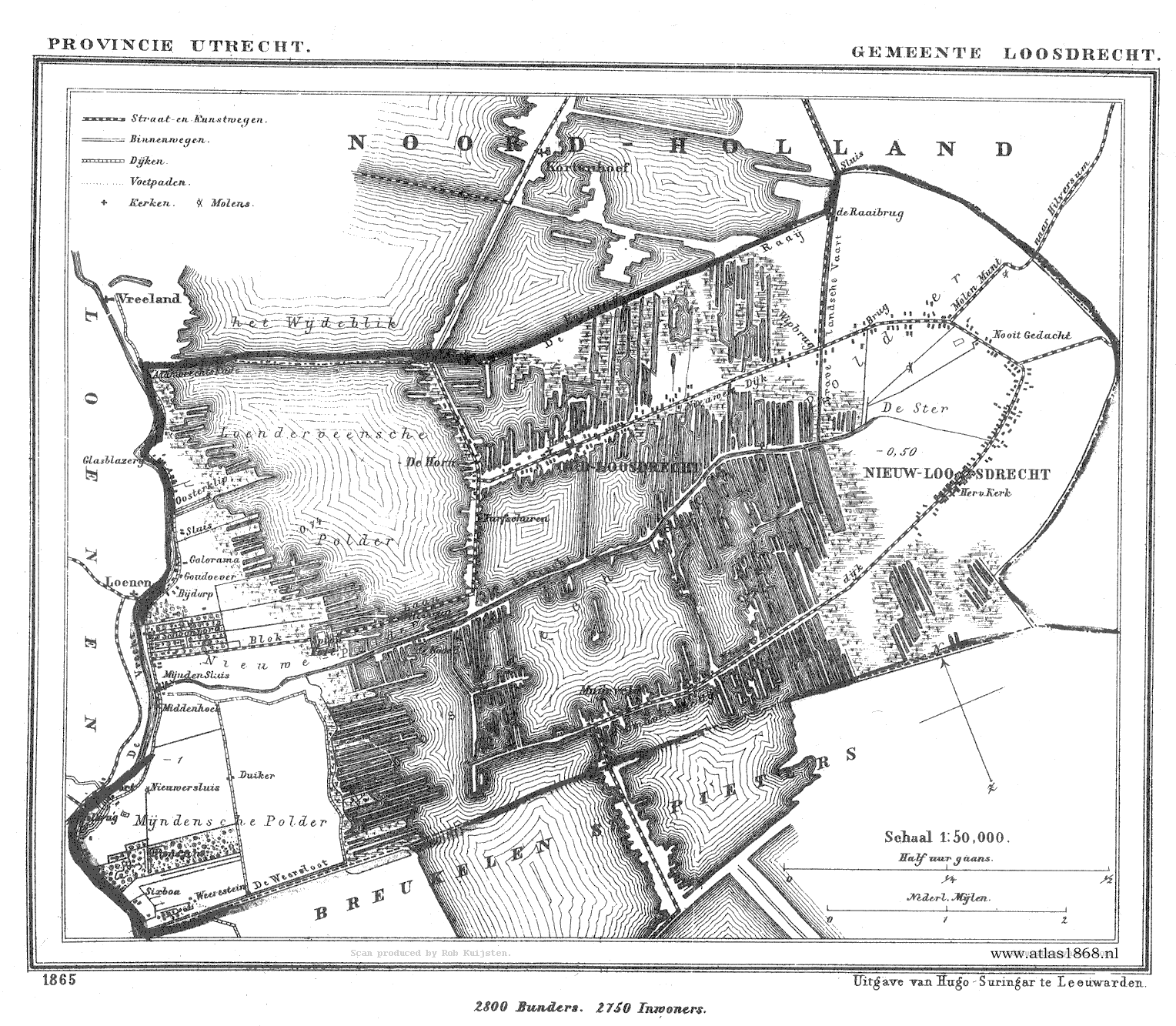
Kaart uit circa 1870.

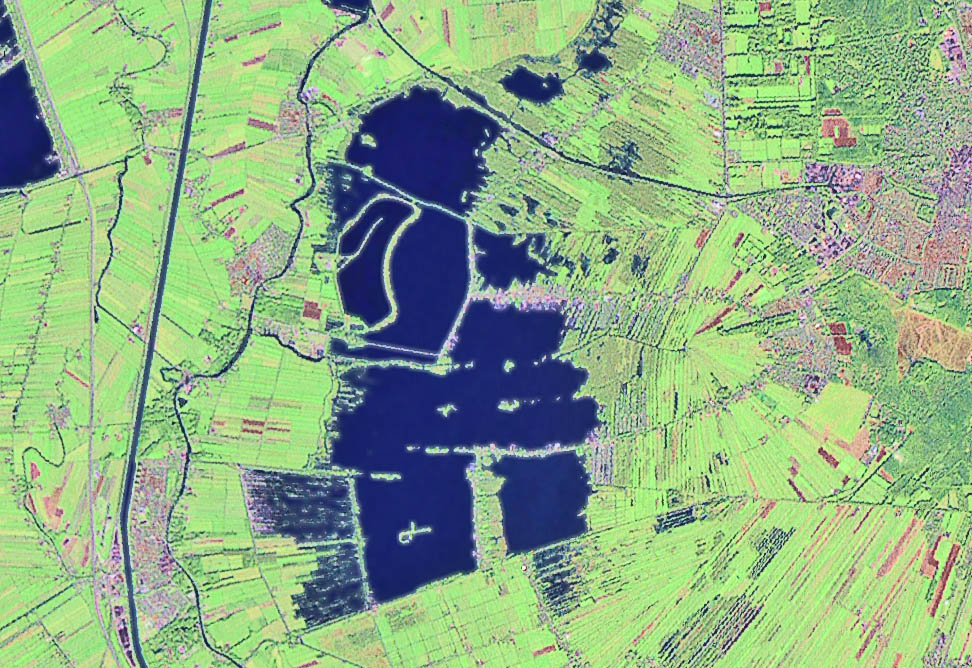
Bewerkte satellietfoto van de huidige Loosdrechtse Plassen.

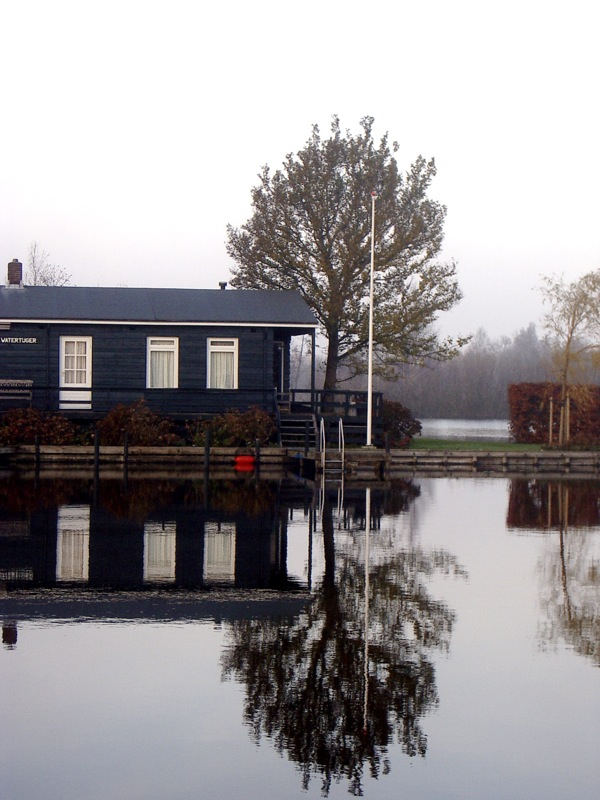
Recreatiewoning in de Loosdrechtse Plassen.

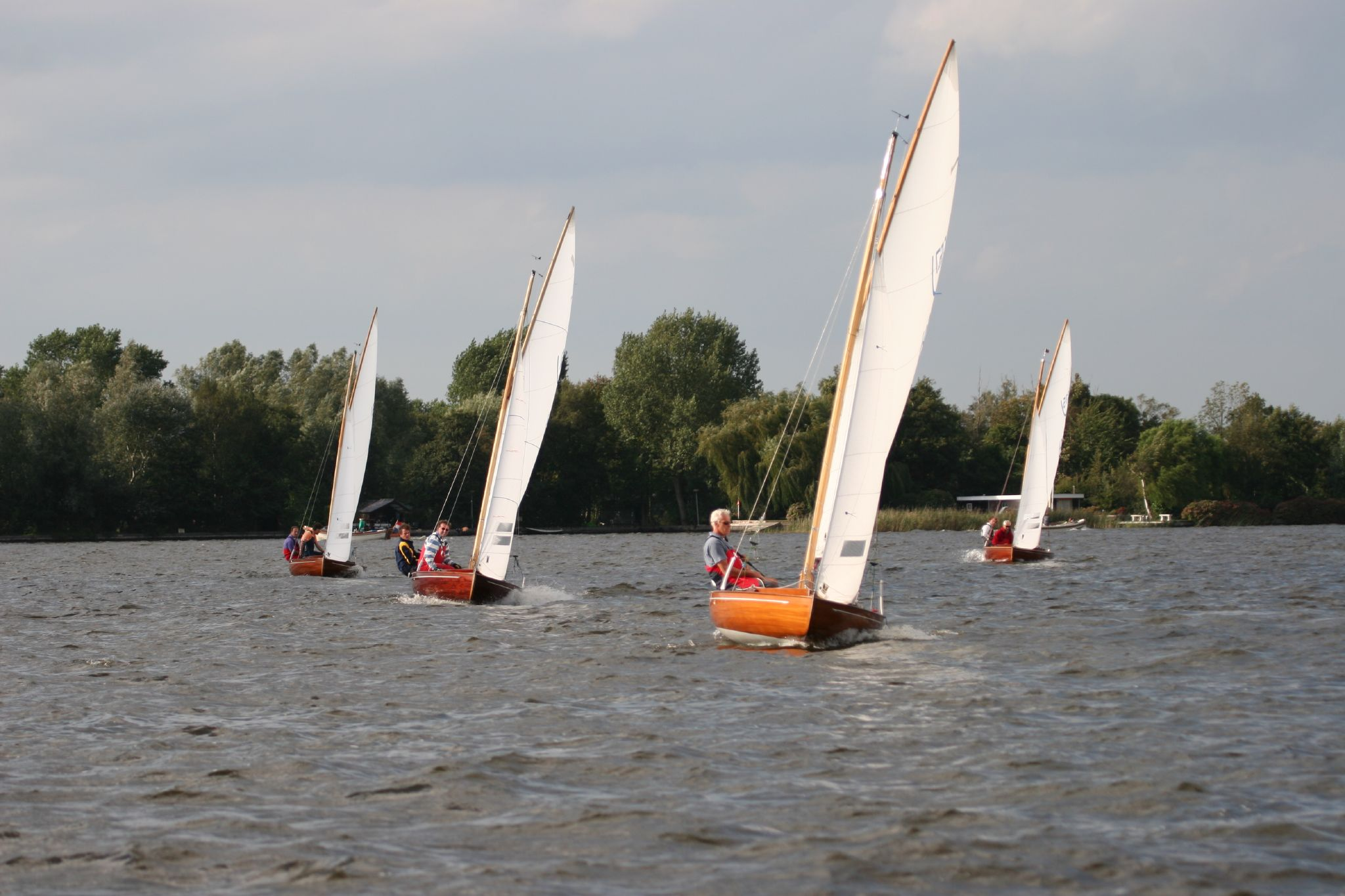
Watersport op de Loosdrechtse Plassen.

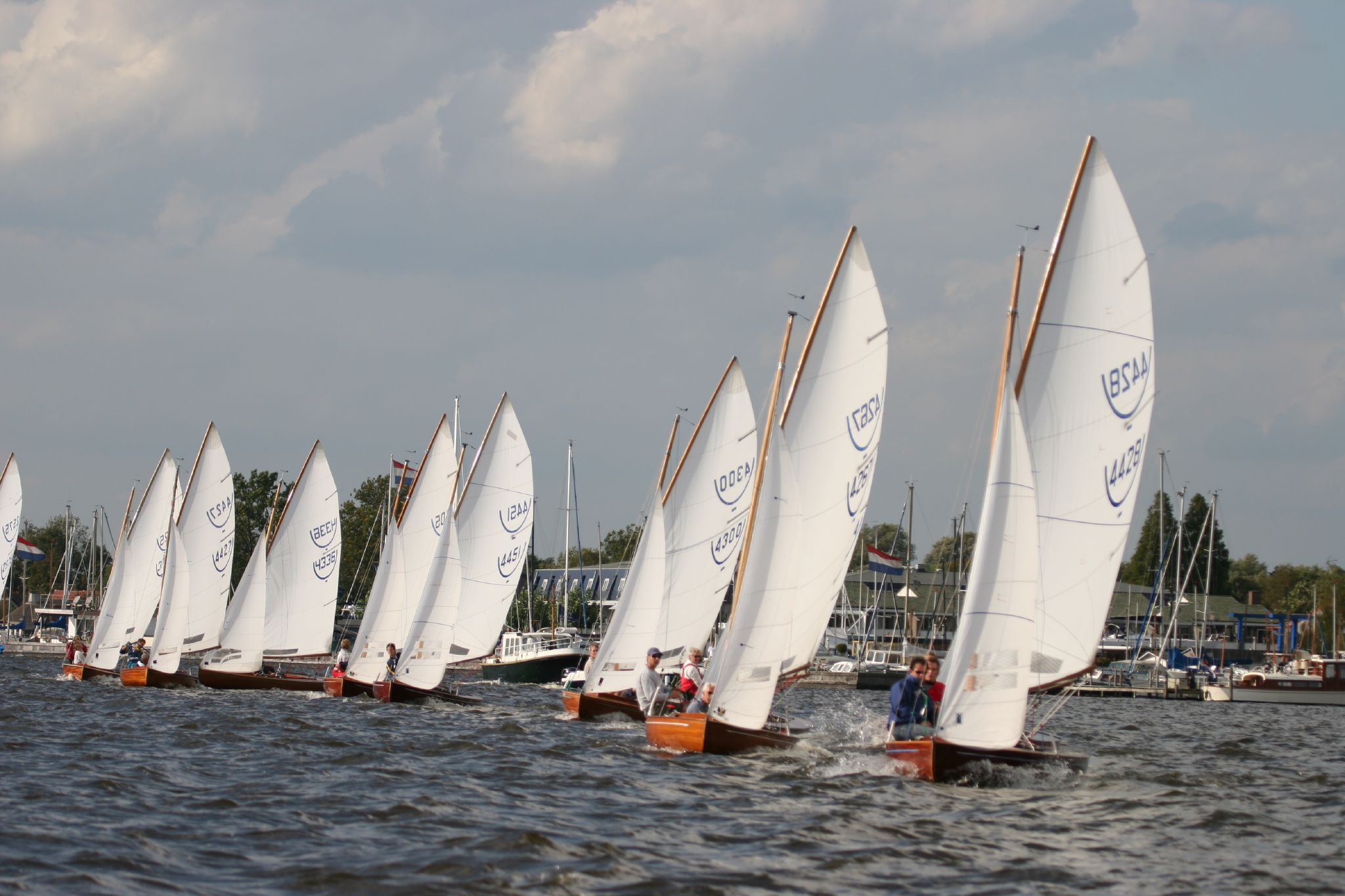
Zeilwedstrijd met jachthavens op de achtergrond.

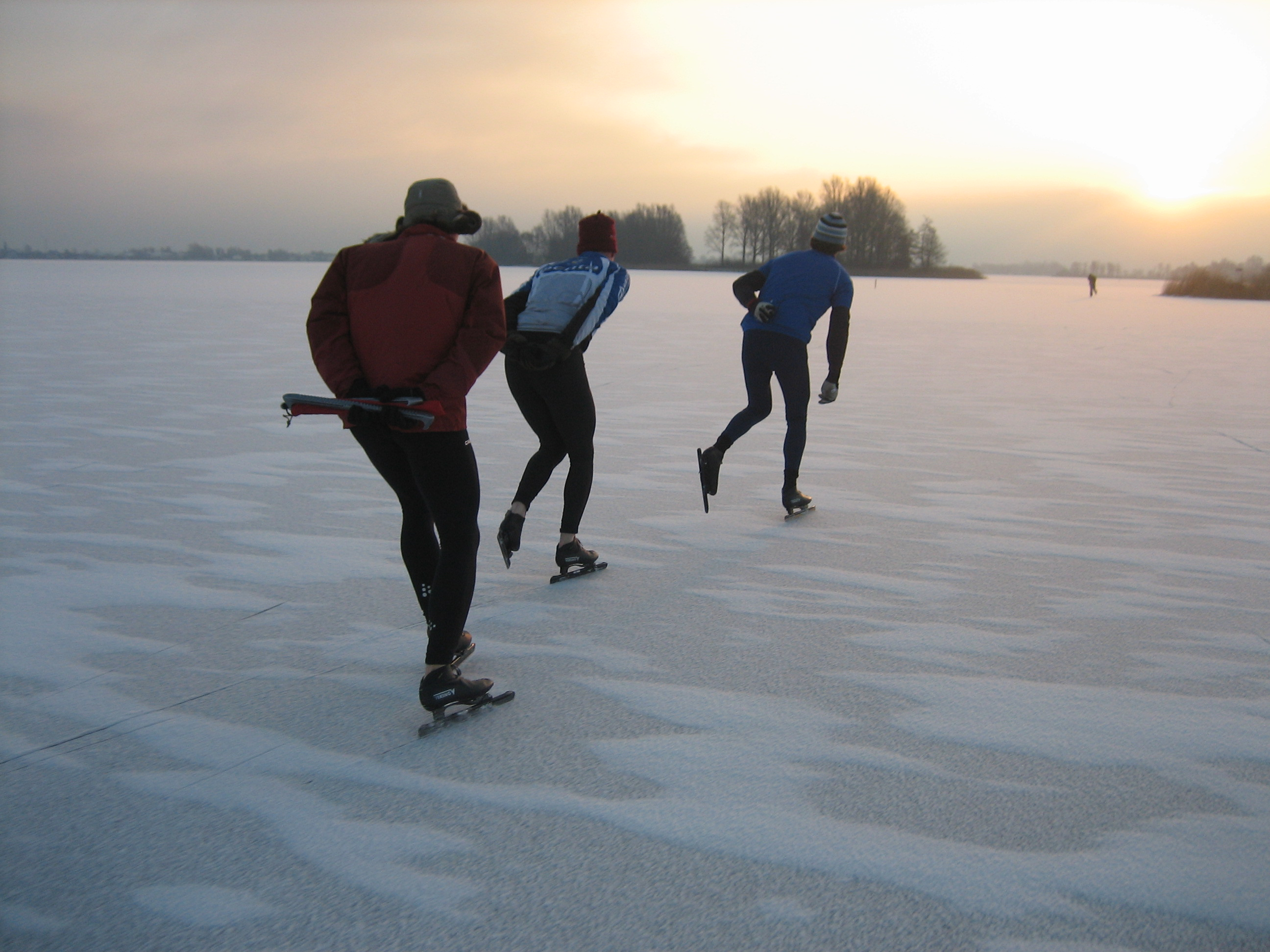
Schaatsen op de Loosdrechtse Plassen.

De Loosdrechtse Plassen zijn een groot watersport- en natuurgebied tussen Amsterdam en Utrecht.
De term Loosdrechtse Plassen is de historisch ontstane verzamelnaam voor alle plassen in de voormalige gemeente Loosdrecht. Soms worden alleen de Eerste tot en met de Vijfde Plas aangeduid als Loosdrechtse Plassen.

## Ligging
De Loosdrechtse Plassen bevinden zich tussen het Hilversums Kanaal en het Tienhovens Kanaal en liggen vrijwel geheel in de provincie Noord-Holland (gemeente Wijdemeren). De Kievitsbuurten liggen in de provincie Utrecht (gemeente Stichtse Vecht) evenals een klein stukje langs de noordwestrand van de plassen.

## Natuurbescherming
De Loosdrechtse Plassen vormen het centrale deel van het Natura 2000 gebied dat wordt aangeduid met de naam Oostelijke Vechtplassen. Dit gebied is aangewezen als speciale beschermingszone voor vogels (Vogelrichtlijngebied) en voor planten en overige dieren (Habitatrichtlijngebied) en omvat polders en plassen. In de wintermaanden van 2014/2015 zijn natuurlijke oevers aangelegd langs de eilanden Hoek, Robinson Crusoë, Marcus Pos, Geitekaai en de Meent. Op zo'n 15 meter van de kant zijn palen geplaatst die de oevers tegen afslag door de golven moeten beschermen. Daarachter kunnen water- en oeverplanten zich ontwikkelen.

## Geschiedenis
Voor de ontstaansgeschiedenis van de laagveenplassen in Nederland, waaronder de Loosdrechtse Plassen:
Oorspronkelijk waren de Loosdrechtse Plassen een veengebied dat te drassig was voor agrarische doeleinden. Om het gebied te ontwateren werden sloten naar de Utrechtse Vecht gegraven. Het laagveen dat zo ontstond, was droog genoeg om te worden gebruikt als weidegebied. In de 16e eeuw werd het veen afgestoken voor turf. In de 17e en 18e eeuw maakte het gebruik van de baggerbeugel het ook mogelijk om te vervenen beneden het grondwaterpeil. Er ontstonden met water gevulde trekgaten tussen de legakkers. Niet iedereen hield zich aan de regels voor de turfwinning. De smalle legakkers werden weggegraven of ze werden bij stormweer door de golfslag weggeslagen en geleidelijk groeiden de plassen tot de huidige omvang. Her en der in de Eerste tot en met de Vijfde Plas zijn nog enkele stukjes legakker bewaard gebleven, evenals langs sommige oevergebieden van de plassen. De Kievitsbuurt is een voorbeeld van een vrij goed bewaard legakkergebied.
In de 20e eeuw is door de opkomst van de watersport een groot recreatiegebied ontstaan. Het Wijde Blik en de Loenderveense Plas werden gebruikt voor zandwinning. Een deel van de Loenderveense Plas is omkaad door het voormalige Amsterdamse Waterleidingbedrijf (nu Waternet) voor de productie van drinkwater.

## De verschillende plassen
De Loosdrechtse Plassen bestaan uit verschillende plassen die door dijken en eilanden van elkaar gescheiden zijn. De Eerste tot en met de Vijfde Plas worden door iedereen tot de Loosdrechtse Plassen gerekend. Over de andere plassen wordt verschillend gedacht. De hieronder genoemde plassen zijn de plassen die tot de voormalige gemeente Loosdrecht behoorden.

### Het Wijde Blik
Het Wijde Blik is de meest noordelijk gelegen plas die alleen via het Hilversums Kanaal is te bereiken.

### De Loenderveense Plas
Deze grote, voor recreatie afgesloten plas ligt ten zuiden van het Wijde Blik en is bestemd voor de drinkwatervoorziening. In de Loenderveense Plas bevindt zich de door kaden afgescheiden Waterleidingplas die niet in verbinding staat met de andere plassen.
Het noordwestelijke deel van de Loenderveense Plas wordt ook wel aangeduid als Terra Nova.
Terra Nova is een aan de Vecht gelegen landgoed en natuurgebied met veenplassen.

### De Vuntus
Deze kleine plas ligt ten oosten van de Loenderveense Plas en ten noorden van het dorp Oud-Loosdrecht. De Vuntus is alleen vanaf de Eerste Plas toegankelijk via de smalle Heulsloot of Horregat (beide eenrichtingsverkeer) met zeer beperkte doorvaarthoogte. De Vuntus grenst aan een laagveenmoeras met bijzondere planten en vogels.

### De Eerste tot en met de Vijfde Plas
De Eerste tot en met de Vijfde Plas vormen een groot aaneengesloten plassencomplex. De Eerste Plas ligt ten oosten van de Loenderveense Plas en ten zuiden van het dorp Oud Loosdrecht. De Tweede Plas ligt ten zuiden van de Loenderveense Plas. De Derde plas ligt onder de Eerste plas en grenst onder aan de dorpen Muyeveld en Boomhoek. De Vierde en Vijfde Plas liggen onder elkaar ten zuiden van de Tweede Plas. De vijf plassen zijn enigszins van elkaar gescheiden door eilandjes en rietkragen. Tussen 1959 en 1977 zijn enkele kunstmatige eilanden, waaronder Markus Pos, Robinson Crusoë, Geitekaai en Meent, aangelegd ten behoeve van de watersport en tevens ter bescherming van de oevers tegen golfslag. Vanaf de Tweede Plas is de Vecht te bereiken via de Westelijke Drecht met de Mijndense sluis, vanaf de Derde Plas via de Weersloot.

### De Breukeleveense Plas of Stille Plas
Deze meest zuidoostelijk gelegen plas ligt ten zuiden van de Derde Plas en ten oosten van de Vierde en Vijfde Plas. De Breukeleveense Plas is alleen bereikbaar via twee smalle, ondiepe en qua hoogte zeer beperkte doorvaarten: de Kostverlorenvaart vanaf de Derde Plas en de Weersloot vanaf de Vierde Plas.

### De Kievitsbuurten
De Kievitsbuurten zijn twee grote legakkergebieden in de zuidwesthoek van de Loosdrechtse Plassen. Men spreekt ook wel van het Weerslootgebied of de Kievitsbuurt (enkelvoud). Kenmerkend is de afwisseling van water, trekgaten en legakkers met recreatiewoningen. De Kievitsbuurten worden gescheiden van de Vierde en Vijfde Plas door de Kalverstraat, een van de drukste vaarwegen in het gebied. Langs de noordzijde van de Kievitsbuurten loopt de Weersloot die de Derde Plas verbindt met de Vecht. In de zuidelijke Kievitsbuurt zijn de vaarmogelijkheden beperkt. Bovendien is motorvaart in dit gedeelte verboden.

## Beheer
De plassen, legakkergebieden, moeras- en rietlanden en aangrenzende weidegebieden worden beheerd door het Plassenschap Loosdrecht en omgeving. Het Plassenschap was een samenwerkingsorgaan van de gemeenten Breukelen, Loenen en Wijdemeren, alsmede de Provincies Utrecht en Noord-Holland. De doelstelling van het Plassenschap is de behartiging van de belangen van de recreatie. Dit omvat zowel het beheer van recreatieve voorzieningen als het beschermen en ontwikkelen van de landschappelijke en natuurwaarden. Daarnaast is het Plassenschap ook vaarwegbeheerder.
Recreatie Midden-Nederland is de uitvoeringsorganisatie van vier recreatieschappen waaronder het Plassenschap Loosdrecht en omgeving.
Een groot deel van de plassen is eigendom van de Vereniging Natuurmonumenten.

## Waterkwaliteit
Tot de jaren zestig van de 20e eeuw was het water helder, maar met de opkomst van de intensieve landbouw is de concentratie voedingsstoffen in het water toegenomen. Door wegrotting van de veenbodem ontstond een voedselrijke sliblaag op de bodem van de plassen waardoor het ecosysteem in een ongewenste evenwichtstoestand geraakte met als kenmerk troebel water en een lage soortenrijkdom. Bovendien werd daardoor de zwemwaterkwaliteit aangetast en de doorvaart gehinderd.
Inmiddels is de fosfaatbelasting teruggedrongen, maar de waterplantengroei heeft zich niet hersteld. Proeven met het wegvangen van brasem (biomanipulatie) hebben in 2009 aangetoond dat het water weer helderder wordt, hoewel dit (nog) niet betekent dat er een duurzaam stabiel evenwicht is ontstaan met waterplanten en helder blijvend water. Verder onderzoek is nodig.

## Sport en recreatie
- Op de Loenderveense Plas na zijn alle plassen toegankelijk voor recreatievaartuigen. Het zuidelijk deel van de Kievitsbuurten en delen van de Vuntus zijn verboden voor motorvaart. De Vijfde Plas is het domein van zwemmers en surfers en hier mag niet worden snelgevaren. Slechts enkele eilanden zijn openbaar.
- De grootste concentratie van jachthavens, restaurants, cafés en winkels is te vinden aan de noordzijde van de Eerste Plas in Oud-Loosdrecht. Ook langs de westzijde van de Eerste Plas, aan de zuidoever van de Derde Plas, aan de oostoever van de Vierde Plas en aan de uiteinden van de trekgaten in de Kievitsbuurten bevinden zich vele jachthavens en andere voorzieningen.
- Vanaf 1995 wordt er elk jaar door de zeilscholen, jachthavens, jachtmakelaars en overige watersportbedrijven gezamenlijk een "Watersportdag Loosdrecht" georganiseerd. Deze dag is bedoeld om iedereen gratis en laagdrempelig met de watersport en waterrecreatie in aanraking te brengen. Inmiddels is dit "watersportfestival" uitgegroeid tot een evenement waar meer dan 60 Loosdrechtse bedrijven en instellingen, zoals de Historische Kring Loosdrecht, aan meedoen en duizenden bezoekers op af komen. Ook in de jaren 50 en 60, toen de waterrecreatie aan de Loosdrechtse Plassen grootse vormen begon aan te nemen door de toenemende welvaart en vrije tijd stond Loosdrecht bekend om zijn festivals.
- De Ronde van Loosdrecht is een natuurijsklassieker die onregelmatig wordt gehouden op de Loosdrechtse Plassen.
- Aan de zuidzijde van de Loosdrechtse Plassen loopt de Europese wandelroute E11, ter plaatse ook wel Marskramerpad geheten.